# كفر السوالمية
كفر السوالمية إحدى قرى مركز الشهداء التابع لمحافظة المنوفية في جمهورية مصر العربية.

## السكان
بلغ عدد سكان كفر السوالمية 5,532 نسمة، حسب الإحصاء الرسمي لعام 2006.